# Municipio de York (condado de Belmont)
El municipio de York (en inglés: York Township) es un municipio ubicado en el condado de Belmont en el estado estadounidense de Ohio. En el año 2010 tenía una población de 2538 habitantes y una densidad poblacional de 37,68 personas por km².

## Geografía
El municipio de York se encuentra ubicado en las coordenadas 39°53′8″N 80°51′7″O / 39.88556, -80.85194. Según la Oficina del Censo de los Estados Unidos, el municipio tiene una superficie total de 67.35 km², de la cual 66,16 km² corresponden a tierra firme y (1,77 %) 1,19 km² es agua.

## Demografía
Según el censo de 2010, había 2538 personas residiendo en el municipio de York. La densidad de población era de 37,68 hab./km². De los 2538 habitantes, el municipio de York estaba compuesto por el 98,54 % blancos, el 0,32 % eran afroamericanos, el 0,16 % eran amerindios, el 0,04 % eran asiáticos, el 0,08 % eran de otras razas y el 0,87 % eran de una mezcla de razas. Del total de la población el 0,28 % eran hispanos o latinos de cualquier raza.